# 水と緑のふれあい公園
水と緑のふれあい公園（みずとみどりのふれあいこうえん）は茨城県稲敷郡河内町にある不動面沼を取り囲む公園。

## 概要
茨城県道11号線の北側沿いにある不動面沼を取り囲む公園で、藤棚、八重桜、サツキ、クチナシなどの植栽と、サッカーや野球が出来るグラウンドがある。沼は古くからある沼で、釣りもできる。沼には木製の橋もあり、散策もできる。1999年（平成11年）に開園した。

## 施設・設備
歌人・大野誠夫の歌碑、植栽、ウッドデッキ、芝生広場、グラウンド、滑り台、遊具、親水公園、藤棚、四阿、鴨のいる沼、トイレ

## 所在地
- 〒300-1312 茨城県稲敷郡河内町長竿５４１２

## アクセス
- JR東日本成田線滑河駅から車で10～15分

駐車場、無料 2ヶ所

## 周辺の見所
- 馴馬城 - 南北朝・動乱期の南朝方の拠点の一つ。
- 霞ヶ浦
- 霞ヶ浦ヨットハーバー